# Wilhelm von Meinel

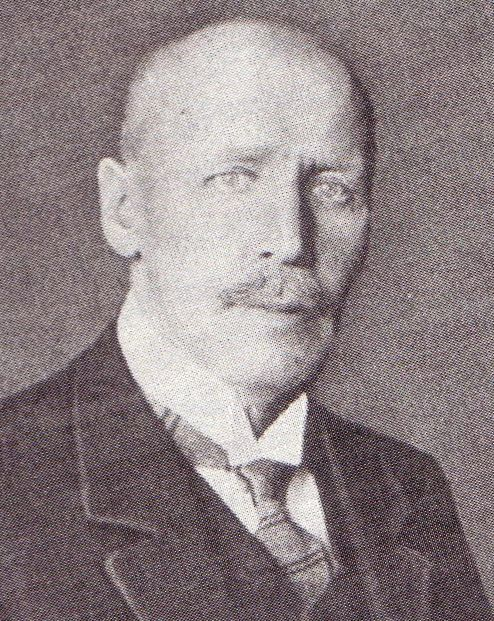
Wilhelm von Meinel

Wilhelm Karl Meinel, seit 1909 Ritter von Meinel, (* 24. November 1865 in Ansbach; † 23. März 1927 in München) war ein deutscher Jurist und Politiker. Vom 15. November 1922 bis zum 8. Februar 1927 war er Bayerischer Staatsminister für Handel, Industrie und Gewerbe.

## Leben
Meinel wurde in eine alte Beamtenfamilie geboren. Sein Vater, Karl Ritter von Meinel, war Regierungsdirektor und Vizepräsident im Regierungsbezirk Ansbach.
Sein Großvater, Karl Gottlieb Meinel, stand in Diensten von Eugen, Herzog von Leuchtenberg, Fürst zu Eichstätt, und war zuletzt Bezirksamtmann in Erlangen. Sein Urgroßvater, Georg Friedrich Schmidt, war über 35 Jahre Fürstlich-Wallersteinischer Herrschaftsrichter in Harburg (Schwaben) und einer der drei Räte, die für den minderjährigen Ludwig (Oettingen-Wallerstein) die Regierung führten. Meinels einzige Schwester Julie war die Ehefrau von Oberst Eduard Zorn (1852–1903), dem Kommandeur des Bayerischen Kadettenkorps.
Nach dem Abitur am Gymnasium Carolinum (Ansbach) leistete Meinel seinen Militärdienst in der 3. Kompanie des 5. Infanterie-Regiment „Großherzog von Hessen“ der Bayerischen Armee ab. Als Student der Rechtswissenschaft wurde er im Wintersemester 1883/84 im Corps Onoldia aktiv. Im November 1884 recipiert und wenig später zum Senior gewählt, gewann er höchstes Ansehen. Als Onoldia präsidierendes Vorortcorps war, leitete Meinel 1885 den Kösener Congress. Als Inaktiver ging er für zwei Semester nach Berlin und München. Zum 7. Semester wieder in Erlangen, bestand er 1887 das juristische Universitäts-Schlussexamen mit Auszeichnung. Als Reserveoffizier des Amberger Infanterie-Regiments frönte er bei den Ulanen seiner reiterlichen Passion. 1890 bestand er das Staatsexamen mit sehr gut.

### Verwaltung und Politik in Bayern
Am 1. Dezember 1891 wurde er Assessor am Bezirksamt Ansbach, im Oktober 1895 bei der Kreisregierung in Ansbach. Am 1. Dezember 1895 ging er in das bayerische Staatsministerium des Königlichen Hauses und des Äußeren unter den Grafen Crailsheim, Podewils und Hertling. Hier stieg er in den folgenden 15 Jahren zum Ministerialdirektor auf und leitete die Abteilung für Handel, Industrie und Gewerbe. Für sein Wirken hatte ihn König Ludwig II. 1909 mit dem Ritterkreuz des Verdienstordens der Bayerischen Krone beliehen. Damit verbunden war die Erhebung in den persönlichen Adelsstand und er durfte sich nach Eintragung in die Adelsmatrikel „Ritter von Meinel“ nennen.
Während des Ersten Weltkriegs wurde Meinel 1916 als stellvertretender Bevollmächtigter Bayerns im Bundesrat bestellt. Die TH München verlieh ihm am 29. November 1918 die Würde eines Dr. Ing. E. h. Ein Jahr nach Kriegsende, am 1. September 1919, wurde er zum Wirklichen Staatsrat ernannt.

### Weimarer Republik
In der Revolutionszeit wollten viele bayerische Beamte den Arbeiter- und Soldatenräten die Mitarbeit verweigern. Mit Graf Crailsheims Rückendeckung lehnte Meinel das entschieden ab, um das Chaos nicht zu vergrößern und in einer Katastrophe enden zu lassen. In einem Brief bat er Kurt Eisner aber um Entlassung, wenn er in seinen Zuständigkeiten beschnitten oder ausgeschaltet würde. Eisner versprach alles, setzte aber im Dezember 1918 Lujo Brentano als Volkskommissar für Handel, Gewerbe und Industrie ein; er sollte die Sozialisierung der Betriebe vorbereiten. Zugleich sprach Eisner auf der ersten Sitzung des Arbeiterrats im Deutschen Theater von der „Unbrauchbarkeit der Beamtenschaft“. Dem widersprach Meinel in einem Brief vom Krankenlager:

„…Der Staatsmann soll der Künstler sein, der Beamte der Handwerker, der dessen Gedanken in die Tat umsetzt. Der erstere soll die guten und genialen Gedanken haben, der letztere die genaue Kenntnis der tatsächlichen Verhältnisse, des Materials, um dessen Bearbeitung es sich handelt. Wird aus dem Werke dann nichts, dann muß der Staatsmann entweder die Handwerker entlassen und sich brauchbarere suchen oder er muß sich eingestehen, dass seine Gedanken unausführbar oder doch mit dem vorhandenen Material nicht ausführbar sind. Nicht würdig aber will es mir erscheinen, um die weitere Mitwirkung der Handwerker zu ersuchen, sie aber in der Öffentlichkeit von vornherein für das Missglücken der bisherigen und damit auch der geplanten künftigen Werke verantwortlich zu machen.“

In München, Bayern und Berlin fand dieser Brief enorme Resonanz. In einer Eingabe an das Außenministerium in Berlin stellten sich Industrie, Handel und Gewerbe Bayerns vor Meinel. Eisner gab nach.
Trotz Eisners Veto nahm Meinel als 1. Vertreter des Reichswirtschaftsministeriums an den Vorbereitungen der Verhandlungen in Versailles und (1920/21) an den Konferenzen in Spa, Brüssel, London und Genua teil. Berufungen in hohe Reichsämter und in die Weimarer Nationalversammlung (1919) lehnte „der treue Eckart Bayerns“ ab.
Parteilos, aber der Bayerischen Mittelpartei nahestehend, leitete Meinel nach dem Rücktritt von Eduard Hamm ab 24. Juli 1922 kommissarisch die Geschäfte des Staatsministeriums. Nach der Wahl von Eugen Ritter von Knilling zum Bayerischen Ministerpräsidenten am 8. November 1922 berief ihn dieser am 15. November 1922 an die Spitze des verwaisten Ministeriums.
Am 9. Februar 1927 zwang ihn schwere Krankheit zum Rücktritt. Keine sechs Wochen später starb er. Bei seiner Beerdigung auf dem neuen Friedhof im Norden Münchens zeigte sich, dass Meinel keine Feinde hatte. Er hinterließ seine Frau Emmy geb. Sellner, die er 1911 geheiratet hatte.

## Publikationen
- Versailles. Süddeutsche Monatshefte, München 1923.